# Libor Zábranský (mladší)
Libor Zábranský mladší (* 26. května 2000 Brno) je český hokejový obránce a mládežnický reprezentant, aktuálně hráč týmu HC Kometa Brno. Je synem bývalého hokejového obránce a také majitele, generálního manažera a trenéra týmu HC Kometa Brno Libora Zábranského st. V letech 2021–2025 hrál nejvyšší finskou ligu, poprvé za tým Mikkelin Jukurit, později Porin Ässät. 
V srpnu 2017 byl kapitánem reprezentačního týmu do 18 let na turnaji Memoriál Ivana Hlinky. Český tým zde vybojoval stříbrné medaile, když ve finále podlehl týmu Kanady 4:1. Sám Libor Zábranský ale ve finále z důvodu zranění nenastoupill. V dubnu 2018 byl kapitánem téhož týmu na Mistrovství světa v ledním hokeji do 18 let. V základní skupině český tým dokázal porazit pouze Francii a skončil na 4. místě. Ve čtvrtfinále pak senzačně dokázal vyřadit Kanadu po výhře 2:1. V žebříčku Centrálního úřadu skautingu pro draft NHL 2018 se umístil na 115. pozici mezi hráči v poli hrajícími v severní Americe.V roce 2020 reprezentoval česko na MSJ v Ostravě a Třinci.

## Ocenění a úspěchy
- 2020 MSJ – Nejlepší střelec mezi obránci
- 2020 MSJ – Top tří hráčů v týmu

## Prvenství
- Debut v ČHL – 16. září 2016 (HC Škoda Plzeň proti HC Kometa Brno)
- První asistence v ČHL – 25. září 2016 (HC Energie Karlovy Vary proti HC Kometa Brno)
- První gól v ČHL – 11. listopadu 2020 (HC Energie Karlovy Vary proti Madeta Motor České Budějovice, slovenskému brankáři Marku Čiliakovi)

## Klubová statistika
| Sezóna         | Klub                     | Soutěž         |     | Základní část | Základní část | Základní část | Základní část | Základní část |   | Play off | Play off | Play off | Play off | Play off |
| Sezóna         | Klub                     | Soutěž         | Z   | G             | A             | B             | TM            | Z             | G | A        | B        | TM       |          |          |
| 2015–16        | HC Kometa Brno 20        | ČHL-20         | 12  | 3             | 4             | 7             | 4             | —             | — | —        | —        | —        |          |          |
| 2016–17        | HC Kometa Brno 20        | ČHL-20         | 34  | 9             | 26            | 35            | 36            | 12            | 3 | 7        | 10       | 6        |          |          |
| 2016–17        | HC Kometa Brno           | ČHL            | 15  | 0             | 1             | 1             | 2             | 1             | 0 | 0        | 0        | 0        |          |          |
| 2016–17        | SK Horácká Slavia Třebíč | 1.ČHL          | 3   | 0             | 0             | 0             | 4             | —             | — | —        | —        | —        |          |          |
| 2017–18        | Kelowna Rockets          | WHL            | 72  | 2             | 17            | 19            | 34            | 4             | 0 | 0        | 0        | 0        |          |          |
| 2018–19        | Kelowna Rockets          | WHL            | 35  | 2             | 7             | 9             | 32            | —             | — | —        | —        | —        |          |          |
| 2018–19        | Fargo Force              | USHL           | 30  | 4             | 12            | 16            | 20            | 2             | 0 | 0        | 0        | 0        |          |          |
| 2019–20        | Saskatoon Blades         | WHL            | 16  | 1             | 4             | 5             | 14            | —             | — | —        | —        | —        |          |          |
| 2019–20        | Moose Jaw Warriors       | WHL            | 13  | 1             | 5             | 6             | 15            | —             | — | —        | —        | —        |          |          |
| 2019–20        | Kamloops Blazers         | WHL            | 23  | 2             | 8             | 10            | 12            | —             | — | —        | —        | —        |          |          |
| 2020–21        | HC Energie Karlovy Vary  | ČHL            | 51  | 7             | 14            | 4             | 12            | 4             | 0 | 0        | 0        | 8        |          |          |
| 2021–22        | Mikkelin Jukurit         | Liiga          | 58  | 4             | 13            | 17            | 57            | 7             | 1 | 0        | 1        | 2        |          |          |
| 2022–23        | Mikkelin Jukurit         | Liiga          | 57  | 3             | 12            | 15            | 18            | —             | — | —        | —        | —        |          |          |
| 2023–24        | Porin Ässät              | Liiga          | 57  | 5             | 7             | 12            | 29            | —             | — | —        | —        | —        |          |          |
| Celkem v Liiga | Celkem v Liiga           | Celkem v Liiga | 172 | 12            | 32            | 44            | 104           | 7             | 1 | 0        | 1        | 2        |          |          |

## Reprezentace
| Rok                         | Tým                         | Soutěž                      | Z  | G | A | B  | TM |
| --------------------------- | --------------------------- | --------------------------- | -- | - | - | -- | -- |
| 2017                        | Česko 18                    | MIH-18                      | 4  | 1 | 3 | 4  | 2  |
| 2018                        | Česko 18                    | MS-18                       | 7  | 1 | 4 | 5  | 6  |
| 2020                        | Česko 20                    | MSJ                         | 5  | 4 | 0 | 4  | 16 |
| \|Juniorská kariéra celkově | \|Juniorská kariéra celkově | \|Juniorská kariéra celkově | 16 | 6 | 7 | 13 | 24 |